# Allershausen
Allershausen – miejscowość i gmina w Niemczech, w kraju związkowym Bawaria, w rejencji Górna Bawaria, w regionie Monachium, w powiecie Freising, siedziba wspólnoty administracyjnej Allershausen. Leży około 10 km na zachód od Freising, nad ujściem Glonn do Amper, przy autostradzie A9.

## Dzielnice
- Aiterbach
- Allershausen
- Tünzhausen
- Eggenberg
- Göttschlag
- Höckhof
- Kreuth
- Laimbach
- Leonhardsbuch
- Oberallershausen
- Oberkienberg
- Reckmühle
- Schroßlach
- Unterkienberg

## Demografia
Dane o ludności z 31 grudnia 2008:
| Opis                                | Ogółem | Ogółem | Kobiety | Kobiety | Mężczyźni | Mężczyźni |
| ----------------------------------- | ------ | ------ | ------- | ------- | --------- | --------- |
| Jednostka                           | osób   | %      | osób    | %       | osób      | %         |
| Populacja                           | 4947   | 100    | 2398    | 48,47   | 2549      | 51,53     |
| Wiek przedprodukcyjny (0–17 lat)    | 1037   | 20,96  | 504     | 10,19   | 533       | 10,77     |
| Wiek produkcyjny (18–65 lat)        | 3280   | 66,3   | 1556    | 31,45   | 1724      | 34,85     |
| Wiek poprodukcyjny (powyżej 65 lat) | 630    | 12,73  | 338     | 6,83    | 292       | 5,9       |

## Polityka
Wójtem gminy jest Rupert Popp, rada gminy składa się z 16 osób.
|      | CSU | SPD | PFW | UWG | Razem |
| 2008 | 6   | 1   | 9   | -   | 16    |
| 2002 | 6   | 2   | 6   | 2   | 16    |